# Озтюрк, Хилял
Хилял Озтюрк (тур. Hilal Öztürk; род. 21 февраля 2002) — турецкая дзюдоистка, выступающая в весовой категории свыше 78 кг. Бронзовый призёр чемпионата мира 2024 года. Победительница турнира Гран-При в Одивелаше (2024 год).

## Биография
Хилял Озтюрк родилась 21 февраля 2002 года.

## Карьера
Хилял Озтюрк заняла третье место на чемпионате Европы среди кадетов и чемпионате мира среди кадетов в 2019 году. В августе 2022 года Озтюрк вышла в финал чемпионата мира среди юниоров в Гуаякиле, заняв второе место после японки Мао Араи. В сентябре 2022 года Озтюрк выиграла чемпионат Европы среди юниоров, а в октябре выиграла чемпионат Европы среди девушек до 23 лет.
В мае 2023 года на чемпионате мира в Дохе Озтюрк во втором раунде победила нидерландскую спортсменку Марит Кампс. На чемпионате Европы 2024 года в Загребе Озтюрк проиграла в четвертьфинале португалке Рошель Нунес. В борьбе за бронзовую медаль встретилась со своей соотечественницей Кайрой Оздемир и уступила ей.
Весной 2024 года на предолимпийском чемпионате мира, который состоялся в Объединённых Арабских Эмиратах, Хилял впервые в карьере завоевала бронзовую медаль, победив в поединке за третье место спортсменку из Китая Сюй Шиянь.